# اردوگاه پناهندگان جنین
اردوگاه پناهندگان جنین (عربی: مخیم جنین للاجئین که به اردوگاه جنین نیز معروف است (عربی: مخیم جنین) یک اردوگاه آوارگان فلسطینی است که در شهر جنین در شمال کرانه باختری واقع شده. در سال ۱۹۵۳ برای اسکان فلسطینیانی که در جریان و پس از جنگ ۱۹۴۸ فلسطین از خانه‌های خود فرار کرده یا رانده شدند، تأسیس شد. این اردوگاه از آن زمان به پایگاه ستیزه‌جویان فلسطینی بدل گشت چنان‌که فلسطینی‌ها آن را «پایتخت شهدا» و اسرائیل آن را «لانه زنبور» نامیدند.
این اردوگاه محل وقوع چندین حادثه مربوط به کشمکش‌های اسرائیل و فلسطین بود که مهم‌ترین آنها نبرد جنین در سال ۲۰۰۲ بین اسرائیل و شبه نظامیان فلسطینی محسوب می‌شود، شیرین ابوعاقله روزنامه‌نگار الجزیره در سال ۲۰۲۲ در همین منطقه کشته شد، جنین همچنان محل درگیری‌های مکرر بین نیروهای اسرائیلی و فلسطینی است.
این کمپ دارای تراکم جمعیت بالایی است چنان‌که اونروا تراکم آن را ۳۳۰۰۰/ km2 برآورد کرده. پناهندگان در این اردوگاه با شرایط سخت زندگی روبرو هستند که تا حدودی ناشی از محدودیت‌های اسرائیل است. این کمپ در مقایسه با سایر مناطق کرانه باختری از نرخ بیکاری بالایی برخوردار بوده و بسیاری از پناهجویان در پناهگاه‌های نامناسب، با شبکه فاضلاب ضعیف و کمبود آب و برق مواجه اند.

## تاریخ

### استقرار
اردوگاه پناهندگان جنین به‌طور رسمی در سال ۱۹۵۳ پس از طوفان برفی که اردوگاه پناهندگان قبلی در منطقه را ویران کرد، تأسیس شد. این اردوگاه در ابعاد ۳۷۲ دونم «یکای اندازه‌گیری زمین» ایجاد و برای مدت طولانی به آژانس امداد و کار سازمان ملل متحد برای آوارگان فلسطینی در خاور نزدیک (UNRWA) اجاره داده شد، بعداً ابعاد آن به ۴۷۳ دونم (۰٫۴۲) افزایش یافت.
این کمپ در شهر جنین واقع شده‌است. در شمال آن دره جزریل یا مرج بن عامر قرار دارد (عربی: مرج ابن عامر) و در شرق آن دره اردن به چشم می‌خورد. این اردوگاه و کل کرانه باختری، در زمان تأسیس تحت کنترل اردن بود.

### اشغال اسرائیل و افزایش ستیزه‌جویی
پس از شکست ارتش‌های عربی در جنگ شش روزه به سال ۱۹۶۷، کرانه باختری، از جمله اردوگاه جنین، تحت اشغال اسرائیل قرار گرفت.
پس از تهاجم اسرائیل به جنوب لبنان در سال ۱۹۸۲، سازمان آزادی‌بخش فلسطین (ساف) ناچار به ترک این منطقه گردید و در تونس مستقر شد. با این حال، بسیاری از شبه نظامیان ساف بازگشت به سرزمین‌های اشغالی فلسطین را انتخاب کردند که منجر به ظهور تعدادی از گروه‌های شبه نظامی گردید که تعدادی از آنها در منطقه جنین متمرکز بودند. این گروه‌ها شامل «پلنگ‌های سیاه» فتح و «عقاب‌های سرخ» از جبهه مردمی برای آزادی فلسطین (PFLP) بودند.

### سال اول انتفاضه
ساکنان اردوگاه جنین در انتفاضه اول، در قیام بزرگ فلسطینیان علیه اسرائیل که در اواخر دهه ۱۹۸۰ و اوایل دهه ۱۹۹۰ رخ داد، شرکت کردند. در طول آن انتفاضه، این اردوگاه هدف حملات متعدد اسرائیلی‌ها بود که در جستجوی شبه نظامیان انجام می‌شد. توافقنامه اسلو که در پایان انتفاضه اول امضا شد، کنترل و اداره اردوگاه را به تشکیلات خودگردان ملی فلسطین (PA) که در آن زمان تازه تأسیس شده بود، واگذار کرد.

## مبارزات فلسطینی

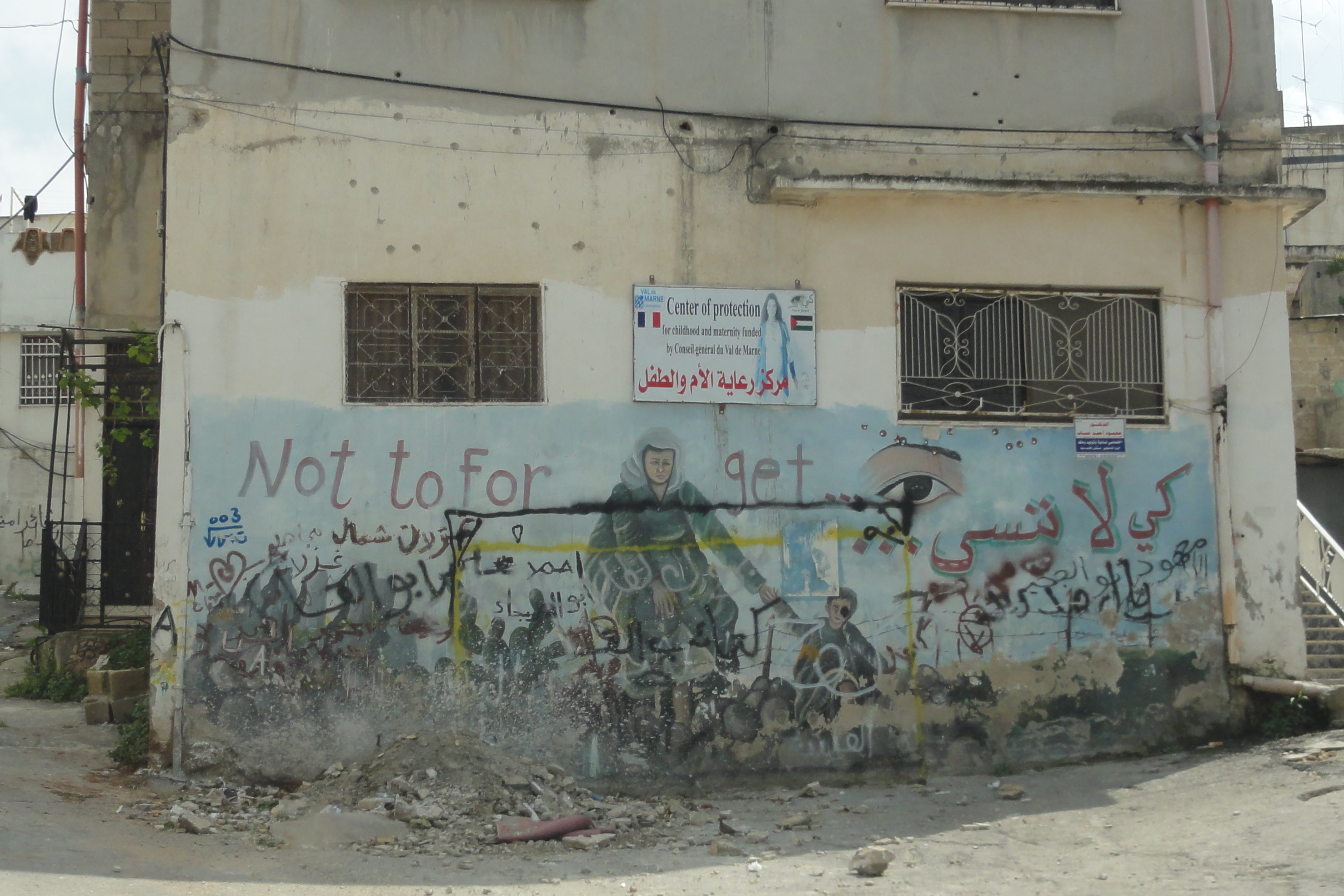
گرافیت‌های طرفداران شبه نظامیان در کمپ جنین. ۲۰۱۱

اردوگاه جنین به مرکز مبارزات فلسطینی تبدیل شده‌است. گردان‌های قدس جهاد اسلامی فلسطین (PIJ) و گردان‌های شهدای الاقصی فتح دو گروه برجسته مسلح در این اردوگاه هستند، در حالی که گردان‌های عزالدین قسام حماس نیز اخیراً اقداماتی ترتیب داده‌اند تا حضور ماندگارتری داشته باشند.
ستیزه‌جویان مسلح از حمایت بالایی در میان ساکنان این اردوگاه برخوردارند چنان‌که تشکیلات خودگردان فلسطین را "همدست با اشغالگر " می‌دانند. این اردوگاه گاهی توسط فلسطینی‌ها به عنوان «پایتخت شهدا» و توسط ارتش اسرائیل به عنوان «لانه زنبورها» معرفی می‌شود. در ژانویه ۲۰۲۳، سی و پنج فلسطینی در کرانه باختری در چارچوب درگیری اسرائیل و فلسطین کشته شدند که بیست نفر از آنها از اردوگاه جنین بودند.
در مقابل، کنترل تشکیلات خودگردان فلسطین بر این اردوگاه به دلیل قرار گرفتن آن در فاصله بسیار دور از رام‌الله، پایتخت واقعی تشکیلات خودگردان، نسبتاً ضعیف بوده‌است. در واقع، نیروهای خودگردان به ندرت وارد اردوگاه می‌شوند. اسرائیل تشکیلات خودگردان را به دلیل «بی کفایتی» منجر به «وخامت شرایط امنیتی»، مقصر دانسته‌است. با این حال، تشکیلات خودگردان این ادعاها را رد کرده و از اسرائیل به دلیل «اقدام عمدی برای تضعیف آن» انتقاد می‌کند و گفته‌است که اقدامات اسرائیل عامل خشونت در فلسطین است.